# Dennis Grote
Dennis Grote (* 9. August 1986 in Kaiserslautern) ist ein deutscher Fußballspieler und mehrfacher Juniorennationalspieler.

## Karriere

### Vereine
Grote spielte in seiner Jugend beim 1. FC Kaiserslautern, Vorwärts Wettringen und Preußen Münster, bevor er 2002 zum VfL Bochum ging. Dort rückte er direkt aus der Oberligareserve in den Bundesligakader auf, in der Rückrunde der Saison 2004/05 kam Grote als Amateur in fünf Bundesligaspielen zum Einsatz. Im Sommer 2005 unterzeichnete er einen Profivertrag, hatte aber in dieser wie in den folgenden Spielzeiten auch Einsätze in der zweiten Mannschaft. 2006 stieg er mit dem VfL Bochum in die 1. Bundesliga auf. Dort kam er für den VfL überwiegend als Einwechselspieler zum Einsatz.
Zur Winterpause 2010/11 wechselte er 24-jährig zum Zweitligisten Rot-Weiß Oberhausen. Er verließ den Verein nach dem Abstieg in die 3. Liga. Probetrainings in der Folgezeit bei Alemannia Aachen und in England bei Leeds United blieben erfolglos.
In der Winterpause der Saison 2011/12 schloss sich Dennis Grote dem Drittligisten Preußen Münster an. Er unterschrieb dort einen Vertrag über eineinhalb Jahre bis zum 30. Juni 2013, der sich im März 2013 per Klausel automatisch um ein Jahr bis zum 30. Juni 2014 verlängerte. Im Sommer 2014 wechselte er zum Ligarivalen MSV Duisburg. Bei diesem nahm er einen festen Stammplatz ein und erreichte 2015 mit der Mannschaft den Aufstieg in die 2. Bundesliga. In der Spielzeit 2015/16 war er nur zeitweise Teil der ersten Elf, wurde in der Rückrunde zunehmend seltener eingesetzt und musste 2016 den Wiederabstieg hinnehmen.
Im Vorfeld der Saison 2016/17 schloss er sich dem Chemnitzer FC an. Aus der Folgesaison stieg Grote mit den Sachsen aufgrund eines insolvenzbedingten Punktabzugs in die Regionalliga Nordost ab, schaffte jedoch umgehend mit der Mannschaft als Meister den Wiederaufstieg.
Zur Saison 2019/20 unterschrieb der Mittelfeldspieler bei Rot-Weiss Essen einen bis 2021 gültigen Vertrag. Für Essen kam er zu insgesamt 71 Regionalligaeinsätzen, in denen er elf Tore erzielte, ehe er im Dezember 2021 aufgrund eines Abgangs-Wunsches suspendiert wurde. Infolgedessen wurde der Vertrag des Kapitäns der Essener Anfang Februar 2022 auch aufgelöst. Daraufhin schloss Grote sich dem österreichischen Zweitligisten FC Wacker Innsbruck an, bei dem er bis Juni 2022 unterschrieb. Für Wacker kam er insgesamt zu 13 Einsätzen in der 2. Liga. Nach der Saison 2021/22 war Wacker insolvent und musste in den Amateurbereich absteigen, woraufhin Grote den Klub verließ.
Der Defensivmann kehrte zur Saison 2022/23 dann zum Regionalligisten Preußen Münster zurück. Mit Preußen Münster gelang ihm in der Saison 2022/23 der Aufstieg in die 3. Liga sowie in der folgenden Saison 2023/24 der direkte Durchmarsch in die 2. Fußball-Bundesliga. Im Sommer 2024 verließ er den Verein und kehrte zur zweiten Mannschaft seines Jugendvereins VfL Bochum zurück. Gleichzeitig kümmerte er sich dort um das Scouting  der U21 bis U16.
Im Juni 2025 gab Dennis Grote sein Karriereende als aktiver Fußballer bekannt. Er wird für den VfL Bochum jedoch weiter als Scout arbeiten.

### Nationalmannschaft
Grote stand 2005 in der deutschen U19-Juniorenauswahl. 2006 wurde er in die U20-Nationalmannschaft, im Februar 2007 zum ersten Mal in die U21 berufen. Bei der U21-Europameisterschaft 2009 in Schweden gewann er neben Mitspielern wie Manuel Neuer, Mesut Özil und Sami Khedira den Titel durch einen 4:0-Sieg im Finale über England.

## Erfolge
Nationalmannschaft
- U21-Europameister 2009

VfL Bochum
- Meister der 2. Bundesliga und Aufstieg in die Bundesliga: 2006

MSV Duisburg
- Aufstieg in die 2. Bundesliga: 2015

Preußen Münster
- Meister der Regionalliga West und Aufstieg in die 3. Liga: 2023
- Aufstieg in die 2. Bundesliga: 2024